# Frank Lucas
Frank Lucas (La Grange, Carolina del Norte, 9 de septiembre de 1930 - Cedar Grove, Nueva Jersey, 30 de mayo de 2019) fue un narcotraficante de heroína estadounidense y jefe del crimen organizado en Harlem entre finales de los años 1960 y principios de los años 1970.

## Carrera criminal
Empezó siendo chofer y jefe de sicarios del narcotraficante Bumpy Johnson. Después de su muerte, decide entrar en el negocio trabajando para otro gánster. 
Después de que subiera el precio de la heroína, Frank decide buscarla por su cuenta. Llama a su primo, Ton Lucas Bardina, que prestaba servicio en el ejército estadounidense en Bangkok, y consigue traer la droga hasta los Estados Unidos para ser vendida en grandes cantidades. La heroína de Lucas gana fama y se convierte en una moda, al punto de ser vendida en todas las esquinas de la Gran Manzana.
Comercializó dicha droga bajo el nombre de Blue Magic. La misma tenía el doble de pureza que el resto y la comercializaba a un precio menor. Esto lo consiguió comprando directamente al fabricante en Tailandia. La ingresaba en Estados Unidos a través de contactos que tenía en el ejército. Sus métodos para recibirla variaron desde ir a buscarla a un fuerte militar en Carolina del Sur hasta hacerla ocultar en féretros de soldados.

## Arresto y puesta en libertad
En 1975, Frank fue arrestado por el detective Richie Roberts y fue condenado a nivel federal por los delitos de tráfico de estupefacientes, asociación ilegal y crimen organizado, entre otros, contra el estado de Nueva Jersey. En 1976, fue condenado a setenta años de prisión. Después de unos pocos meses, Frank se convirtió en informante y le dio a Roberts los nombres de los cómplices de la mafia y los miembros corruptos de la policía de Nueva York. Incluso denunció a Atkinson, que era su contacto para conseguir heroína en Tailandia. El testimonio de Frank dio como resultado la apertura de 150 casos contra numerosos acusados, incluyendo tres cuartas partes de la Agencia de Nueva York de Control de Drogas y 30 miembros de su familia. Como recompensa por su información, su condena se redujo a 15 años, y fue liberado en 1991. Cuando fue liberado de la cárcel en 1991, Roberts contactó con Frank y volvió a ofrecerle su ayuda, esta vez para recuperar su vida recta. Frank regresó a la devastada Harlem para presenciar la pobreza y la miseria, causada en parte por su negocio de la droga. Comenzó a darse cuenta de lo destructiva que su empresa había sido para las personas y para toda una comunidad. Como resultado, pasó gran parte de su vida útil restante trabajando para reparar el daño que había causado. Unió esfuerzos con la organización no lucrativa de su hija, Yellow Brick Roads, que proporciona un refugio seguro para los niños de padres encarcelados.

## En la cultura popular
- La historia de Frank fue llevada a la gran pantalla en la película de 2007 American Gangster, dirigida por Ridley Scott y en la cual Lucas es interpretado por Denzel Washington.

## Curiosidades
- Frank y su antiguo competidor, Nicky Barnes, concedieron una entrevista al periodista Mark Jacobson, de la revista New York Magazine, en la que mantuvieron una conversación histórica; no se habían dirigido la palabra el uno al otro en treinta años.
- Se dice que llegó a reunir más de 500 millones de dólares en toda su carrera, siendo uno de los narcotraficantes más exitosos e innovadores de la época.[4]